# Formatie van Maastricht

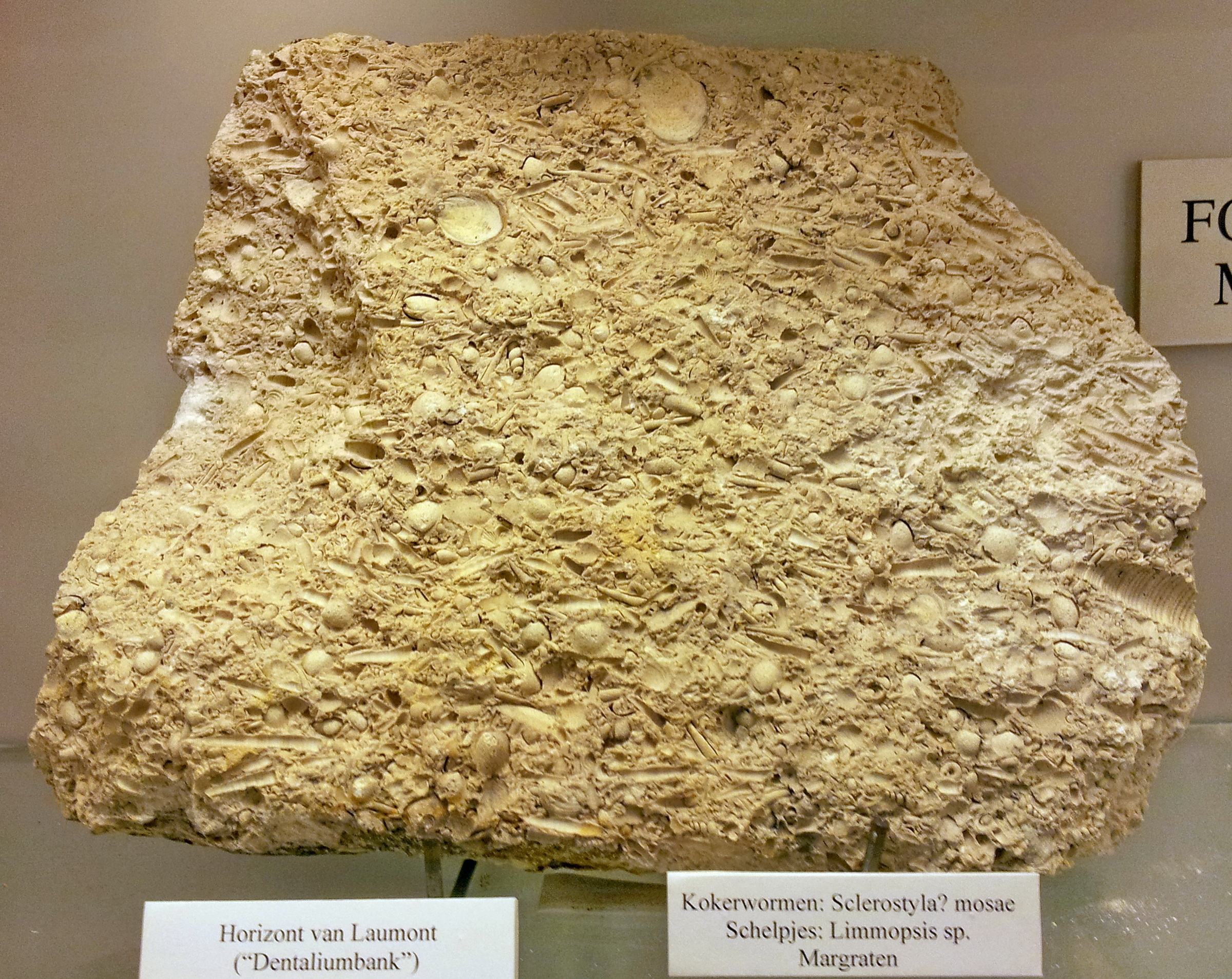
Blok Maastrichter tufkrijt met fossiele kokerwormen en schelpjes, Museum Het Land van Valkenburg

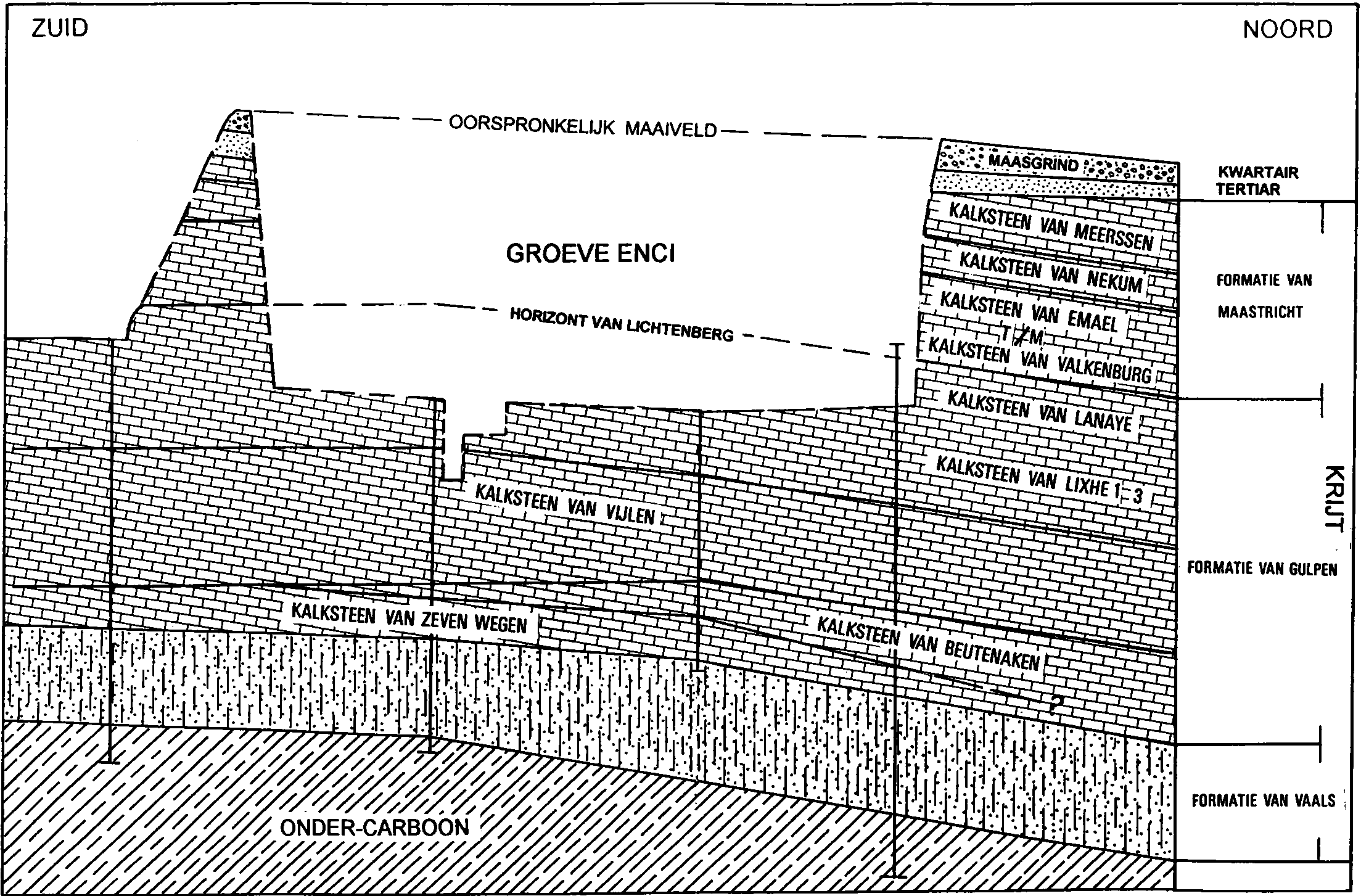
Geologische doorsnede van de ENCI-groeve

De Formatie van Maastricht, Maastricht Formatie of het Tufkrijt van Maastricht (afkorting: MMa, Limburgs: Mestreechter Kriet) is een geologische formatie uit de Krijtkalk Groep die dagzoomt in het zuiden van Nederlands en Belgisch Limburg en aansluitende delen van Duitsland. De formatie komt ook voor in delen van de ondergrond van het noordoosten van België, in het Kempens Bekken. De formatie is tussen de 30 en 90 meter dik.

## Gebied
De formatie komt in geheel Zuid-Limburg in de bodem voor, behalve in het gebied ten zuiden van de lijn Sint Geertruid - Gulpen - Vaals en ten noorden van de Heerlerheidebreuk. Hier is de kalksteen door erosie verdwenen.

## Lithologie
De Formatie van Maastricht bestaat uit zachte, zandige kalksteen ("Limburgse mergel", eigenlijk krijtgesteente) en kalkhoudende areniet die door een Krijtzee werd gevormd tijdens het Maastrichtien (Laat-Krijt, ongeveer 70 tot 66 miljoen jaar geleden). De bovenste meters van de formatie zijn gevormd tijdens het daaropvolgende Danien, de eerste tijdsnede in het Tertiair/Paleogeen. Het krijtgesteente van de Formatie van Maastricht wordt soms onderbroken door mergelige of kleiige laagjes. Het onderste gedeelte van de formatie is rijk aan vuursteenconcreties. In het bovenste gedeelte kunnen lagen met schelpen voorkomen.
De typelocatie van de formatie is de Sint-Pietersberg. In de rotswand onder de ruïne Lichtenberg is er in 1964 onderzoek gedaan naar de kalksteen in de berg en daar bevindt zich het Geologisch monument Typelocatie Maastrichtien.

## Stratigrafie
De Formatie van Maastricht werd voor het eerst als zodanig beschreven door de Belgische geoloog André Dumont in 1849. De leden zijn vaak slecht van elkaar te onderscheiden. Het bovenste gedeelte van de formatie omvat de Kalksteen van Meerssen en de Kalksteen van Nekum, het onderste deel de overige kalksteenlagen. Naar het oosten toe zijn de lagen in het onderste deel slecht herkenbaar en worden deze lagen als geheel aangeduid met Kalksteen van Kunrade.
Boven op de Formatie van Maastricht is in Nederlands Zuid-Limburg de jongere Formatie van Houthem te vinden. De Formatie van Maastricht ligt op haar beurt boven op de oudere Formatie van Gulpen.
De Formatie van Maastricht bestaat uit de leden:
- Kalksteen van Meerssen: enkele hardgrounds met fossielen en zachte kalksteen
  - Horizont van Berg en Terblijt (grens Maastrichtien-Danien, Krijt-Paleogeengrens)
  - Horizont van Caster
- Kalksteen van Nekum: zachte kalksteen met grijze vuursteen
  - Horizont van Kanne
  - Horizont van Laumont
- Kalksteen van Emael: zachte kalksteen met in bovenste deel (boven de Horizont van Lava) veel harde knollen en fossielen en in onderste deel alleen in de onderste meter pijp- en plaatvormige grijze vuurstenen
  - Horizont van Lava
  - Horizont van Romontbos
- Kalksteen van Schiepersberg: zachte kalksteen met grijze vuursteen vooral in lagen
  - Horizont van Schiepersberg
- Kalksteen van Gronsveld: zachte kalksteen met grijze vuursteen vooral in lagen
  - Horizont van ENCI[4]
  - Horizont van Sint Pieter
- Kalksteen van Valkenburg: zachte kalksteen met harde banken, waarvan de onderste 7,5 meter glauconiethoudend en daarboven (27,5 meter) met weinig glauconiet
  - Horizont van Lichtenberg

Als gevolg van de Klauwpijpbreuk (met verzet) die zorgt voor een hoogte verschil van meer dan tien meter ligt bij Valkenburg de Kalksteen van Meerssen naast de Kalksteen van Emael.